# Курган Бессмертия (Орша)
Курган Бессмертия — мемориал в городе Орше Витебской области Белоруссии, один из первых курганов, сооружённых после Великой Отечественной войны в честь воинов-освободителей.

## История и описание
Начало закладки Кургана Славы или Кургана Бессмертия в апреле 1966 года, а торжественно был открыт 9 мая 1966 года в честь воинов-освободителей Великой Отечественной войны. Высота Кургана восемь метров. Автор памятника: архитектор города Орши Георгий Кириллович Горанский, ветеран Великой Отечественной войны. В основании Кургана находится шкатулка с письмом потомкам, в котором говорится: «Мы, жители города Орши, в 21-ю годовщину Победы над фашистской Германией в Великой Отечественной войне воздвигли Курган Бессмертия в память о тех, кто оказался сильнее огня и стали, кто отдал свою жизнь за нас всех, за свободу и независимость Родины». На склоне кургана расположена Золотая Звезда Героя Советского Союза и мемориальная плита, на которой написаны золотыми буквами слова: «В благодарной памяти народной вечно будут жить имена героев, погибших в борьбе за свободу и независимость нашей Родины в Великой Отечественной войне 1941—1945 г.». У подножия Кургана Бессмертия Вечный огонь, который зажёг Герой Советского Союза Михаил Данилович Сиянин. Вокруг Кургана Славы был разбит парк, который в настоящее время называется Парк Героев, были посажены деревья. Руководителем облагораживания и разбивки парка является архитектор Георгий Кириллович Горанский. Парк состоит из шести аллей, главная аллея носит имя Неизвестного солдата, остальные пять аллей названы в честь Героев Советского Союза: Константин Сергеевич Заслонов, Сергей Михайлович Митт, Анна Алексеевна Никандрова, Юрий Васильевич Смирнов, Марсель Лефевр.